# Lew nemejski
Lew nemejski (Lew z Nemei, Lew kleonajski, gr. Λέων τῆς Νεμέας Léōn tē̂s Neméas, łac. Leo Nemaeus) – w mitologii greckiej olbrzymi lew, którego skóry nie mogło przebić żadne ostrze, a tylko można było go udusić.
Co do jego pochodzenia istnieje wiele wersji: miała urodzić go Echidna, którą zgwałcił jej syn Ortros – dwugłowy pies gończy Geriona, lub też był potomkiem Tyfona albo Chimery i Ortrosa, względnie był potomkiem Selene, zesłanym jako kara na lud za niedotrzymanie ofiary. Lew ten miał pustoszyć okolice argolidzkiej doliny Nemei.
Zgładzenie lwa nemejskiego i zdarcie z niego skóry było pierwszą z dwunastu prac, które Herakles musiał wykonać dla króla Myken, Eurysteusza. Po wytropieniu lwa w okolicach góry Tretos, Herakles najpierw próbował go zabić strzelając do niego z łuku, lecz strzały odbijały się od jego skóry. Potem zaatakował mieczem, który zgiął się na jego skórze oraz maczugą, którą połamał na lwiej głowie. Gdy zwierz wycofał się do jaskini o dwóch wejściach, Herakles jedno z nich zastawił siatką, a drugim wszedł do środka legowiska. Herakles chwycił głowę lwa pod ramię i udusił go.
Herakles zaniósł trofeum do Myken, gdzie ściągnął z lwa skórę, używając do jej przecięcia ostrych pazurów zwierzęcia. Chodził potem w skórze lwa nemejskiego, używając jej jako pancerza, a głowę chronił mu łeb bestii.
Także rzymski cesarz Kommodus, który uznał siebie za nowe wcielenie Herkulesa (rzymski odpowiednik Heraklesa) nosił skórę lwa, twierdząc że jest to lew nemejski i w takim stroju występował podczas zaaranżowanych walk z gladiatorami.